# ザナドゥ (ゲーム)
『ザナドゥ』 (XANADU -Dragon Slayer II-) は、1985年に日本ファルコムが発売したアクションロールプレイングゲーム。木屋善夫プロデュース『ドラゴンスレイヤーシリーズ』の第2作目であり、8ビットパソコン向けに数多く発売された。
日本国内のパソコンゲームとして約40万本の売り上げ本数を記録し、発売から30年が経過した2015年時点でもこれを超える記録は国内PCゲームでは無いとされる。
翌年の1986年に本作品とシステムを共用する直接の続編（もしくは追加シナリオ）としてザナドゥ・シナリオIIがリリースされた。本項ではシナリオII、その後発売された移植版、リメイク版、派生作品についても解説する。

## ゲームシステム（ザナドゥ）

### ゲームフロー
自由落下が表現されたサイドビューマップ上での、ブロック単位移動を基調とする。敵キャラクターとのシンボルエンカウントによって戦闘画面に切り替わり、トップビューのドット単位移動によるアクションゲームを行なう。戦闘を繰り返すことによる経験値の蓄積によって主人公がランクアップし（注：本作では「レベル」は地上マップのステージを意味する）、入手する多数の武具・防具およびアイテムを活用しつつ、最終ボスのキングドラゴン「ガルシス」の討伐を目指す。

### キャラクターデータ
プレイヤーキャラクターのステータスは、画面右側に表示される。通常の移動・戦闘画面では以下が表示される。
Name
名前。ゲーム開始時に「王へ名乗る」形で自由に設定できる。
Rank
戦士ランクと魔法使いランクの2つがあり、高い方のランクがキャラクターのランクとして表示される。なお、数値ではなく称号で表される。
Hit Point
生命力。0になると死亡する。
Food
食糧。一定周期で自動的に減少する。減少量はランクが高くなるにつれて増えていく。0になるとHit Pointが同様に一定周期で減少するとともに、BGMの音程が狂う。
Experience
経験値。戦士経験値と魔法使い経験値があり、モンスターを物理攻撃または魔法攻撃で倒すと上昇する。
Equipment
現在装備している武器・魔法・鎧・盾・アイテムが表示される。
ステータス詳細表示では、以下が表示される。
Name
通常画面と同じく名前が表示される。
Rank
通常画面と異なり、戦士ランクと魔法使いランクの両方が称号で表示される。
Hit Point
通常画面でも表示される現在値の他、最大値も表示される。
Gold
所持金。
Strength
物理攻撃力。戦士ランク、STR、武器の種類、武器の熟練度によって変化する。
Magic
魔法攻撃力。魔法使いランク、INT、魔法の種類、魔法の熟練度によって変化する。
Defend
防御力。ランク、鎧の種類、盾の種類、鎧の熟練度、盾の熟練度によって変化する。
STR
STRength（武力）。物理攻撃力に影響する。0だと物理攻撃ができない。
INT
INTelligence（知識）。魔法攻撃力に影響する。0だと魔法攻撃ができない。
WIS
WISdom（智恵）。アイテムの効果・効果時間に影響する。
CHR
CHaRisma（魅力）。店での売買価格に影響する。
DEX
DEXterity（器用）。宝箱を開ける速度に影響する。0だと宝箱を開けることができない。
AGL
AGiLity（敏捷）。戦闘時の行動速度に影響する（実際には敵の行動速度として表現される）。
MGR
MaGic Resistance（魔法抵抗）。敵の魔法攻撃に対する防御力に影響する。
KRM
KaRMa（業）。#カルマを参照。
KEY
所持している鍵の数。
CRN
所持している王冠 (CRowN) の数。
ELX
所持している蘇生剤 (ELiXir) の数。Hit Pointが0になった時、ELXを消費して即座に全回復する。

### レベル構造
ゲーム空間であり通常の移動領域のことを「レベル」(LEVEL)と呼ぶ。各レベルには独立したダンジョンである「塔」が複数存在する。塔の内部は正方形の小部屋が連結された構造で、小部屋毎に固定画面の切り替えで移動が行われる。塔内部の広さは数部屋しかない狭いものから、マッピングなしでは迷うほどに広いものまで様々である。サイドビュー移動時の外観で広さの見当が付く場合もある。
通常の塔は個別に完結した構造としてデザインされているが、ひとつのレベル内の塔はプログラム的に連結構造として処理されている。このため、ある塔に入って別の塔から外に出ることも可能である。これは通常の徒歩移動以外にも、アイテム利用によって壁を通過するなどして意図的に行うことも可能である。1つのレベルにおいて最大で16×4の連結構造であることが、複数の資料で確認されている。
塔の中には「どの部屋ともつながっていない隠し部屋」が存在する場合があり、これを発見するためには塔の内部をマッピングする必要がある。このような隠し部屋には強力な武器・防具などが置かれていることがあるほか、重要なアイテムを守るデカキャラがいる場合もあり、隠し部屋の発見はゲームの進行上の重要な要素となっている。

### 熟練度
武具・防具・アイテムには、個別に熟練度というパラメータが設定されている。例えば武器であれば、高価な武器でも熟練度が低いと、安物だが熟練度の高い武器より弱いということになり、敵に与えるダメージが小さくなる。
熟練度は以下の方法で増加させることが可能であり、一度増加すれば減少しない。
- 敵を武器で攻撃することで、装備している武器の熟練度が上昇する。
- 敵を魔法で攻撃することで、装備している魔法の熟練度が上昇する。
- 敵の攻撃をいずれかの方向から受けることで、装備している鎧の熟練度が上昇する。
- 敵の攻撃を正面から受けることで、装備している盾の熟練度が上昇する。
- 敵の魔法を受けることで、装備している盾および鎧の熟練度が同時に上昇する。
- アイテムを使用することで、アイテムの熟練度が上昇する。
- Magic Gloveを拾うことで、装備している武器の熟練度が直接上昇する。
- Rodを拾うことで、装備している魔法の熟練度が直接上昇する。

熟練度が上昇すると、以下の効果が得られる。
- 武器または魔法の熟練度が上昇すると、敵に与えるダメージが増大する。
- 鎧または盾の熟練度が上昇すると、敵から受けるダメージが減少する。
- アイテムの熟練度が上昇すると、回復アイテムは回復量が増加する、効果が一定時間持続するアイテムは持続時間が長くなる、などの効果がある。

### 有限要素の管理
本作における敵およびアイテムの数は有限であり、戦闘などにおける乱数要素も極力排されている。プレイヤーはアイテムの利用方法を常に取捨選択しなければならず、ゲームデザイン用語としてのリソース管理やトレードオフの概念が、必然的にプレイヤーにも適用される。
リソース管理の例
- 極端に数の少ないアイテムが存在するため、使用を意図的に制限する必要がある。
- 熟練度を増加させるアイテムをゲームの序盤で取り過ぎると、終盤で入手する武器や魔法の熟練度を上げることが困難になる。
- 塔の外では、同じモンスターは通常4回出現し、すべて倒すと二度と出現しなくなる。
  - なお、出現する4回はそれぞれ能力値や持っているアイテムが異なる場合がある。特に最初は容易に倒せるのに、3回目や4回目は格段に強くなっている場合がある。

- 塔の中のモンスターは、一度倒すと二度と出現しなくなる。
- 戦闘中や塔の内部で出現したアイテムは、魔法を当てると消滅する。このため不要・邪魔なアイテム（後述のブラックポーション等）に魔法を当て消すことができる一方で、重要アイテムに誤って魔法を当て消滅させてしまい、ゲームクリアが困難になることもある。

トレードオフの例
- 冒険を円滑に進行させるためには、ランクアップによるHPの増強が必要になるが、同時にFoodの消費量も増大する。
- モンスターと接触すると、1～9体のモンスターと戦闘することになるが、その最後のモンスターを武器で倒すとアイテムが出現する。魔法で倒すとアイテムは出現しない。そのため容易にモンスターを倒せる集団攻撃魔法を使うと、アイテムが取れないことが多い。
- 経験値を蓄積するためにはモンスターを倒す必要があるが、後に入手する武器防具の熟練度を上昇させるためにモンスターを残しておく必要がある。しかし序盤にモンスターを倒さなければ、高価な武器防具を購入することができない。
- ボスキャラや重要アイテムなどが置かれている塔の中を探検するには鍵を消費する必要に迫られるが、鍵の値段はランクアップに伴い上昇するため、キャラクターが低ランクの時期に買いだめするのが望ましい。しかしランクが低いと敵を倒すことが困難で、購入資金を集めるためにランクを上げざるを得ない。

このように多数の要素の管理能力がゲームクリアの瞬間まで問われる。一般的なコンピュータRPGの解法としての繰り返し型攻略や、アイテム蓄積によるパワープレイが強く制限されるため、詰将棋やパズルゲームと似た難易さが生じている。反面、要素を数理的に捉え管理することで、ザナドゥをシミュレーションゲームとして遊ぶ方法論も提示されている（「ザナドゥ・データブック」）。
続編であるシナリオIIでは、これらの有限要素が緩和されたものの、後述の新たな制限が導入されている。

### カルマ
ザナドゥ独特の概念としてカルマがある。カルマが1以上あると寺院に入ることができずキャラクターのランクアップが不可能になるほか、最終面の塔にも入れなくなるためゲームクリアが困難あるいは不可能となる。
カルマは「本来倒すべきではない敵」を倒してしまった場合に増加する。また、本作ではセーブ時にGoldを消費するが、十分な金額を持っていない時にセーブしても増加する。ただし、レベル間の移動時やボスキャラ挑戦時などで行われる自動セーブはGold消費・カルマ増加の対象外となるため、多くのプレイヤーが事実上のセーブポイントとして利用した。また、セーブしてすぐにリセットして再起動すると、Goldを減らさずにセーブができる裏技も存在した。
カルマはブラックポーション（HPを半減させる毒）を取ることで5ずつ下げることができるが、ブラックポーションの数にも限りがあるため、カルマが極端に高くなると0に戻すことが困難になる。

### デカキャラ
モンスターのうち、塔の深部に配置されたボスキャラクターは通常のモンスター3×3体分の大きさで描画され、視覚的に巨大な印象を受ける。「デカキャラ」などと称されたこれらは当時においては斬新な表現であり、セールスポイントのひとつとして広く喧伝された。
ザナドゥのタイトル・ロゴ案のひとつに『ゼビウス』のタイトル・ロゴ風のものが存在しており、こちらの「アンドアジェネシス」は巨大キャラクターの表現として先駆的なものである。

### 本作品の影響
こうしたシステマティックな構造がもたらす特異な難易度を兼ね備えた「硬派な」本作品が商業的に成功した一方で、日本ファルコムはゲームはやさしさの時代へをキャッチコピーとした『イースシリーズ』に着手。以降も硬軟のバランスを模索した作品を多数リリースし、国内コンピュータゲーム市場における主導的な地位を確立した。

## バージョン

### X1版
発売日は最も早い。ザナドゥの開発はX1turbo上で行われ、これをオリジナルとして各機種への移植が行われた。既にフロッピーディスクドライブ(FDD)が普及しており、ザナドゥの媒体（メディア）は5インチ2Dフロッピーディスク (FD) 2枚組（X1C/F/turbo用）であった。BGMはシナリオ1,2ともPSG。
ショップのグラフィックは初期がウルティマIIIの説明書のものに酷似していたので、各機種で後期発売分からより写実的なものに差し替えられている。
要望が多かったため、X1版にはFD媒体の他にカセットテープ媒体（2本組）も用意された。X1のデータレコーダは他機種に比べ読み取り速度性能が2 - 3倍で、コンピュータ側からデータレコーダの動作を制御して擬似ランダムアクセスが可能だった。しかしそれでもFDと比較した読み書き速度は非常に遅く、ユーザーテープ（FD版で言うユーザーディスク）の作成・ロード・セーブに各約40分を要した。また、装備を変えるだけでもキャラクターグラフィックを読みに行くなど、プレイには相当の忍耐力を要した。しかし、グラフィックがやや簡略化されている以外はディスク版と完全に同じ内容であり、カセットテープ媒体のソフトウェアとしては最高峰の作品であった。テープ版は全機種共通のマニュアルの他にテープ版用の補足説明書が付属する。
シナリオ1,2ともソフトベンダーTAKERUで最後まで販売されていた。

### PC-8801版
PC-8801版（以下88無印版）とPC-8801mkII SR以降版（以下88SR版）が別パッケージで発売された。媒体は5インチ2Dフロッピーディスク（2枚組）。両者の違いは主にサウンドであり、88無印版ではBEEP音のみでBGMが演奏され、FM音源を増設していても対応しない。88SR版ではFM音源でBGMが演奏される。
エンブレムのデザインと7面は、当時の社長の加藤正幸による。
雑誌の記事などはほとんどが88版をベースに紹介していた。CPUクロック4MHzのみ対応。DS ][-MASTER など裏ネームは88版しか使えなかった。
88SR版はソフトベンダーTAKERUで最後まで販売されていた。
後述するザナドゥ30周年記念版「ザナドゥ コンプリートコレクション」には、88SR版が収録されている。

### PC-8001mkII SR版
88SR版をベースに作成されている。80SRと88SRはハード的な違いがほとんど無いため移植と言うよりはコンバートに近く、木屋が休日に出社して1日で移植したという逸話が残っている。終了認定証も88版と同じ扱いで番号が発行された。

### FM-7/77版
媒体は5インチ2Dフロッピーディスク版（FM-7用）、3.5インチ2Dフロッピーディスク版（FM-77/AV用）が用意された。BGMはFM音源ボードに対応しているが、PSGはマシン内蔵のほうのみを使用している。カリスマがある値以上だと隠しショップの売買で儲けることが可能で、ゲーム内で貴重なアイテムを序盤から揃えることができた。またハードウェア上の制約から、移動キーを押すと離してもその方向に進み続けるが、他の機種では難易度の高い2段ジャンプが容易にできるという利点もあった。
FM-7版は他の機種とCPUが異なり開発環境が整っていないという理由で移植が後回しにされた経緯がある。

### PC-9801版
媒体は5インチ2DDフロッピーディスク版（PC-9801E/F/VF用）、5インチ2HDフロッピーディスク版（PC-9801M/VM用）、3.5インチ2DDフロッピーディスク版（PC-9801U用）、8インチ2Dフロッピーディスク版（PC-9801E用）。ゲーム内のウェイトを変えることができるコマンド（CTRL+W。他機種でも存在）があったが、CPUクロックに応じたウェイト調節が無くCPU速度が速いほど動作や音楽のテンポが速くなり、プログラム技術的に未熟な作りだった。FM音源にも未対応で、BGMはBEEP音で演奏される。
シナリオIIではFM音源に対応しクロック周波数に応じてウェイトもかかるようになった。ただし戦闘時はウェイトが外れてしまうので、普段は問題無くとも事実上のCPUモードLow専用になる。
シナリオIの2DD版のみソフトベンダーTAKERUで最後まで販売されていたが、末期の値下げから外されていたので割高だった。

### MSX2版
媒体はフロッピーディスクのみで、ソニーよりMSX用外付けFDDユニットHBD-20Wの発売に合わせてリリースされた。VRAM容量128KB以上のMSX2に対応し、グラフィックを含め他機種版に忠実な移植であるが、ハードウェア性能差により横の解像度が半減され、タイリングによる中間色表示がアナログパレットに置き換えられた。一画面に表示できる情報量が減ったことから画面レイアウトも変更され、武器・防具・アイテムの名称がほぼ全て簡略化されているなどの相違点がある。タイルマップのプレイ画面はSCREEN 4が使用されキャラクターはスプライトで描画される。ショップなどのグラフィック表示中はSCREEN 5に切り替わる。全機種共通のマニュアルに加えてMSX2版用の補足説明書が付属する。
1ドライブのMSX2でプレイする場合はCtrlキーを押しながら起動すると1ドライブモードになる。この場合はセーブポイント毎にユーザーディスクとの入れ替えが発生する。ディスクアクセスの遅さや、音楽が負荷に応じて遅くなるなどの技術的な問題も存在した。
MSX・FAN 1994年12月号のスーパー付録ディスクに付録として収録された。創刊当時に作られた詳細なダンジョンのマップも縮小されて同誌に掲載されていた。

### MSX版
最後発の移植であり、媒体はROMカートリッジ (2Mbit-ROM)。ROMカートリッジ内の内蔵SRAMによるバッテリーバックアップ機能の他に、データレコーダへのセーブが可能。
RAM容量8KB以上、VRAM容量8KB以上のMSXの全機種で動作し、全体的に処理速度が速く動作も安定している。システム面も武器・防具・アイテムの所持数・経験値が他機種版（MSX2版を含む）と比較して容易に確認できるようになり、戦闘シーン・対ボス戦を含め操作性が飛躍的に改良されている。また、パッケージはイラスト（後述）が描かれた物となっている。
単一BGMのみの他機種版とは異なり、複数のBGMがPSGで奏でられる。この曲は「ファルコム・スペシャルBOX'91」のDISC3にも収録された。なお、作曲は石川三恵子による。
その他、下記の追加要素・変更点がある。
- スタート時に王との謁見でもらえるGoldが、3500Gから500Gに変更。Goldが減少した代わりに、CST（クレスト）を30個貰える。
- トレーニンググラウンドで、GoldではなくCSTを消費しキャラクターメイキングを行う仕様へ変更。
- ゲーム開始後にトレーニンググラウンドへ戻ることができるようになった。
- 王との謁見でランクアップが可能。ただしその場ではステータスは上がらず、代わりにCSTを2個もらい、キャラクターメイキング時と同様にトレーニンググラウンドでCSTを消費してステータスを上げる。
- スタート地点へ戻ることができる反面、アイテムショップでの価格がインフレを起こす傾向にある（キャラクターランクが高い状態でアイテムを買おうとすると、アイテムを1個購入するだけで所持している金額のほとんどを要する事態が発生する）。
- 画面左下に装備品のアイコンが表示されるようになった。
- 画面の色表示が豊かになり、ランク、塔内が多色で表現されている。プレイヤーキャラ、デカキャラ以外のモンスター、ドロップアイテムは白黒の2色表示だが、装備の有無を含むキャラクターパターンは完全に移植されている。
- 対ボス戦での背景表示とBGMがボスキャラ毎に異なる。
- キングドラゴン＝ガルシス戦では、ボスの吐く炎を浴びた時点で即死する。
- エンディングが他機種版とは異なり、スタッフロールと少しずつ朝日が昇っていく画像が表示される。

## ザナドゥ・シナリオII
正式タイトルは『ザナドゥ シナリオII The Resurrection of Dragon』（ドラゴンの復活）。シナリオIの翌年、1986年10月1日に発売された（発売されなかった機種もある）。拡張シナリオという形での提供だが、ザナドゥの事実上の続編であり、アイテムやショップ、地形構成に至るまでゲーム内容の大幅な改修が行なわれている。なお『ザナドゥ』の続編ではあるが、ドラゴンスレイヤーシリーズの本編3作目という扱いではなく、その立ち位置は同時期の『ロマンシア』が受け継いでいる。
前作で勇者に倒されたはずのキングドラゴン・ガルシスであったが、地下迷宮ではふたたびモンスターたちが勢力を盛り返してきており、ガルシスが復活したとの噂が立ち始めた。王は勇者達にその調査と、魔物達の殲滅を命じた…といったストーリーである。

### ゲームシステム（ザナドゥ・シナリオII）
キャラクターの作成はオリジナルの「ザナドゥ」のディスクを用いて、トレーニンググラウンドで行なわれる。。これにより、事前にザナドゥを持っていないとシナリオIIはプレイできないということになる。
ゲーム開始直後にダメージを受ける地形がある、ケイブをくぐっても従来通り+1 / -1のレベルに移動するとは限らない、さらにマップや謎解きも複雑であるなど難易度は向上している。
モンスターの多くが入れ替えられ、アイテムも一部入れ替えが行なわれている。そのほか、塔内のマップ構造が、レベルごとに前作の16×4部屋から8×8部屋に変更されている、HPを低下させる代わりにカルマを下げる効果のある「ブラックポーション」にカルマを下げないものが混ざっているなど、仕様についても細かい変更がみられる。当時のゲーム雑誌では「カルマを下げるブラックポーションの見分け方」が定番として取り上げられていた。なお、カルマの下がるブラックポーションは白い表面ハイライトが5ドットで描かれているのに対し、カルマの下がらないものは4ドットで描かれている。
店によって品揃えや価格が異なり、転売でGoldを稼ぐ「行商」が可能になっている。これによってアイテム数の制限が緩和され、リソース管理に関しては難易度が若干低下している。但し、上に乗るとアイテムや装備品の数量に応じてダメージを受ける「逆さつらら」の登場により、管理要素は更に多元化している。
ザナドゥ・シナリオIIの音楽は阿部隆人、古代祐三らが担当。古代祐三のデビュー作でもある。BGMの評価は高いものの、オリジナルFM音源は今に至るまでごく一部の曲を除きCD化されていない。
シナリオIIを扱った攻略本は電波新聞社などに限られ、公式のデータブックVol.2はダンジョンのマップが掲載されていなかった。
各雑誌では88版を基に攻略記事が作られた。88版と他機種では、オープニングの曲やボスキャラの配置に違いがある。
ザナドゥ30周年記念版「ザナドゥ コンプリートコレクション」には、PC-8801mkII SR版が収録されている。

## その他のシリーズ作品
ファザナドゥ（1987年11月16日、ファミリーコンピュータ）
ファミコン向けにハドソンより発売された。ファルコムよりライセンスを受けていたが、ゲーム内容は全くの別物。
風の伝説ザナドゥシリーズ（1994年 - 1995年、PCエンジン）
本作の音楽やシステムの一部を踏襲している。ザナドゥとはシステム・世界観など全く異なる別のゲームであり、「Dragon Slayer VIII」としてザナドゥシリーズからは独立した扱いを受けているが、30周年記念版「ザナドゥ コンプリートコレクション」にはI・IIとも収録されている。
リバイバル ザナドゥ（1995年、PC-9801シリーズ）
PC-9821向けの、初代『ザナドゥ』のリメイク作。デジタル固定8色からアナログ4096色中16色になり、音源もPC-9801のBEEP音（1音のみ）からPC-9821の新FM音源用へとリミックスされた。音的にはPC-8801mkIISRに近いアレンジ。音源の選択でPC-9801用の旧FM音源にすれば、PC-9801でも遊べる仕様である（86音源やスピークボード等の上位音源を装着している場合は新FM音源でプレイ可能）。「ザナドゥ コンプリートコレクション」にも収録されている。
リバイバル ザナドゥ2 リミックス（1995年）
パッケージ中の『リバイバル ザナドゥ2』はリミックスの名の通り、『ザナドゥ・シナリオII』の正統リメイクではなく、マップを新規に描き起こしているほか、モンスターも半数以上が入れ替えられるなど、『ザナドゥ』のゲームシステムを使った事実上の新作であり、シナリオIIのアナザー・ヴァージョンといえるリメイク作品になっている。同梱された『リバイバル ザナドゥ イージーバージョン』は、『リバイバル ザナドゥ（シナリオI）』のゲームバランスを調整し、難易度を下げたバージョン。「ザナドゥ コンプリートコレクション」には「イージーバージョン」と併せて収録されている。
ファルコムクラシックス（1997年11月6日、セガサターン）
『ドラゴンスレイヤー』、『イース』と共に収録。サターン版の内容は『リバイバル ザナドゥ』の移植に近い。
ザナドゥ（1998年、Windows）
アンバランスより発売。XPには非対応である。
完全復刻版ザナドゥ（2002年、Windows）
ファルコムからの発売。PC8801mkIISR版をプロジェクトEGGのエミュレーションシステムを使用してWindowsで動作するように再現した作品。XPでも動作可能である。
プロジェクトEGG（2002年～、Windows）
『ザナドゥ』、『ザナドゥ・シナリオII』、『リバイバル ザナドゥ』、『リバイバル ザナドゥ2』がオンライン・ダウンロード販売の形で発売されたが、2005年6月に「WindowsXP保障バージョンの一斉メンテナンスの為」として販売が停止された。その後2006年12月29日にFM-7版『ザナドゥ』、2007年5月には『リバイバル ザナドゥ イージーバージョン』の配信が開始され、2007年8月には『リバイバル ザナドゥ2』の配信も再開された。2013年1月にはPC-8801mkII SR版『ザナドゥ』、『ザナドゥ・シナリオII』の配信が再開された。
2023年12月14日、『EGGコンソール ザナドゥ PC-8801mkIISR』としてNintendo Switch対応ダウンロード版がリリースされた。
2024年8月29日、『ザナドゥ・シナリオII』が『EGGコンソール ザナドゥ シナリオII PC-8801mkIISR』としてNintendo Switch対応ダウンロードソフトとしてリリースされた。
2025年6月12日、『リバイバル ザナドゥ イージーバージョン』が『EGGコンソール リバイバル ザナドゥ イージーバージョン PC-9801』としてNintendo Switch対応ダウンロードソフトとしてリリースされた。
ザナドゥ・ネクスト（2005年10月27日、Windows）
シナリオ1リリース20周年を記念してリリースされた新作。3Dポリゴンによるクォータービュー表示などが導入され、システムは一新された。物語上はシナリオ1に続く続編のシナリオに相当する。
携帯端末向け（2006年、KDDI・BREWアプリ版）
ボーステック運営のEZwebサイト「ザナドゥ・ハイドライド」（旧サイト名「ハイドライド」）において315円で配信された。BREWアプリ対応携帯全てではなく、下記の端末のみの対応となった。その後、2008年に「ザナドゥ・ハイドライド」は閉鎖となり配信は停止された。
DragonSlayer CHRONICLE(ドラゴンスレイヤークロニクル)（2012年、Windows）
2012年6月15日にプロジェクトEGGの運営元であるD4エンタープライズが発売。ドラゴンスレイヤーシリーズ12作を収録した単体パッケージ商品。ザナドゥ・シリーズからは『ザナドゥ』、『ザナドゥ・シナリオII』、『風の伝説ザナドゥ』、『風の伝説ザナドゥII』が収録された。翌2013年2月に完売、販売終了した。その後2014年8月末に再発売された。
ザナドゥ コンプリートコレクション（2015年、Windows）
ザナドゥ30周年記念としてSBクリエイティブより発売。下に記した歴代作品をWindows（～Win10）上でプレイ可能としたパッケージソフト（予約限定生産品）。久しぶりにクリアし直したいプレイヤーへの手助けになるよう、マップなどのデータを収録した書籍（GA文庫編集部編）も同梱される。
- ザナドゥ(PC88版）、ザナドゥ シナリオII（PC88版）、リバイバル ザナドゥ（PC98版）、リバイバル ザナドゥ2（PC98版）、リバイバル ザナドゥイージーバージョン（PC98版）、風の伝説 ザナドゥI・II（PCエンジン版）

東亰ザナドゥ（2015年9月30日、PlayStation Vita）
2015年9月30日に発売されたPlayStation Vita用アクションロールプレイングゲーム。オリジナルのザナドゥとはシステム・世界観など全く関連の無い別のゲーム。「ザナドゥ」を冠する作品としてもファルコムのゲーム作品においても史上初となる現代日本を舞台としている。
初回限定版には、本作のミニオリジナルサウンドトラック、フルカラー設定資料集、及び主人公のコウとアスカの2種セットとなるラバーストラップが同梱された。
2016年3月24日にはお手頃価格のSAKURAまつりパッケージが10000本限定で発売された。
東亰ザナドゥeX+（2016年9月8日、PlayStation 4）
『東亰ザナドゥ』のグラフィックをフルHD・60fps化し、新規エピソードが追加された。また2017年12月8日に、Steam版（PC版）が配信された。

## ザナドゥ ドラゴンスレイヤー伝説

### 漫画
当時ファルコム社員であった都築和彦によって描かれ、全1巻の単行本が1987年に角川ドラゴンコミックスより刊行された(ISBN 4-04-926002-6)。書名は『ザナドゥ ドラゴンスレイヤー伝説 1』であり第1巻であることを示しているが、2巻以降は刊行されていない。1995年の『リバイバルザナドゥ』発売時に再版された。上述のMSX ROMカートリッジ版ザナドゥのパッケージイラストには本作の表紙イラストが使用されている。 
都築によると当作品は勤務時間内に描いたものであるため、規定の給与以外の報酬は受け取っておらず、著者が印税・著作権等の一切を保持していないことが途絶の背景にあるという。
近未来SF世界の兵士が突如ファンタジー世界に飛ばされ、記憶を失いながらも国を巡る邪悪な魔法使いとの戦いに巻き込まれる内容である。ゲーム本編との関連性は希薄だが、「ドラゴンスレイヤー」という剣、「ディグ・サンダー」などの魔法、「マリボー」などのモンスター、「アデプト」という称号などゲームに由来する要素が登場する。最終ページには「ドラゴンスレイヤー伝説は始まったばかり…」と記載され、打ち切りのような形で終結している。

### OVA
漫画版を原作として1988年にOVA化された。角川書店・毎日放送提携作品。東映動画制作、梅澤淳稔監督、50分。
声の出演:
- 堀川亮 - フィーグ・カムラ
- 川村万梨阿 - リエル
- 八奈見乗児 - タストン大司教
- 土師孝也 - トミール
- 麻生美代子 - シェリン
- 岸野一彦 - 国王
- 山本百合子 - カーラ
- 頓宮恭子 - アテナス
- 渡辺菜生子 - ユイリイ
- 神谷明 - ユアン
- 飯塚昭三 - レイクスオール
- 大塚周夫 - アゴラ
- 増山江威子 - レフィ

主題歌:
- 『NO SURRENDER』
- 『LONELY NIGHT』

共に後に(初代)J.D.K.BANDの前身となるジャパニーズ・メタルバンド、エモーションによる曲。キングレコード販売、7インチ、レコード番号 K07S10241。

## 関連商品
書籍
- 宮本恒之『ザナドゥファイル』JICC出版局､1986年 ISBN 4880632147
- 宮本恒之『ゲームブック・ザナドゥ』JICC出版局､1986年 ISBN 4880632546
- 宮本恒之『ゲームブック・ザナドゥ シナリオ2』JICC出版局､1987年 ISBN 4880633372
- 宮本恒之『ザナドゥ・データブック〈VOL.1〉』エム・アイ・エー､1987年 ISBN 4871700690
- 宮本恒之『ザナドゥ・データブック〈VOL.2〉』エム・アイ・エー､1987年 ISBN 4871700704

ボードゲーム
- 『XANADU 伝説乃宝剣』（1987年、ホビージャパン）

音楽作品
- 『XANADU』ANTHEM（1986年12月21日、キングレコード、EP盤：K07S7085、45rpm盤：K12P648）[31]
- 『ALL OVER XANADU』（1987年7月5日、アポロン音楽工業､カセットテープ：KSF1497､CD盤：BY30-5170､LPレコード盤：AY25-8）